# Kabia (Méhana)
Kabia (auch: Cabia) ist ein Weiler in der Landgemeinde Méhana in Niger.

## Geographie
Der Weiler befindet sich rund zehn Kilometer nordwestlich des Hauptorts Méhana der gleichnamigen Landgemeinde, die zum Departement Téra in der Region Tillabéri gehört. Zu den Siedlungen in der näheren Umgebung von Kabia zählen Gangania im Nordwesten, Tchébi Keyna und Bandabaré im Nordosten sowie Loudji im Westen.
Kabia liegt in der Dünenzone im Westen Nigers. Es herrscht das Klima der Sahelzone vor, mit einer durchschnittlichen jährlichen Niederschlagshöhe zwischen 300 und 400 mm.

## Geschichte
Eine Gruppe mutmaßlicher Dschihadisten griff am 4. Februar 2024 die Siedlungen Kabia, Loudji und Wambila in der Gemeinde Méhana an. Dabei starben neun Einwohner. Die Angreifer stahlen Vieh. Die Streitkräfte Nigers gaben an, daraufhin im Sektor Alfassi mehrere Dutzend Terroristen getötet und Teile von deren Infrastruktur zerstört zu haben. Die Grenzregion zu Burkina Faso und Mali, in der Wambila, Kabia und Loudji liegen, war seit 2017 vermehrt ein Operationsraum von mit der al-Qaida und dem Islamischen Staat verbundenen Gruppen.

## Bevölkerung
Bei der Volkszählung 2012 hatte Kabia 517 Einwohner, die in 57 Haushalten lebten. Bei der Volkszählung 2001 betrug die Einwohnerzahl 380 in 57 Haushalten.

## Wirtschaft und Infrastruktur
Es gibt eine Schule in der Siedlung. Bei Kabia verläuft die 49 Kilometer lange Route 645 zwischen dem Gemeindehauptort Méhana und dem Departementshauptort Bankilaré. Es handelt sich um eine einfache Piste.